# キュヴェト県
キュヴェト県（キュヴェトけん、Cuvette Department）は、コンゴ共和国の県。県都はオワンド。人口は約32万人（2023年）。
1995年2月18日、県北西部が西キュヴェト県として分離した。

## 地理
国土の北部に位置し、北をサンガ県、北東をリクアラ県、南東をコンゴ民主共和国、南をプラトー県、南西をガボン、西を西キュヴェト県と接する。

## 下位行政区画
キュヴェト県はオワンド市、Boundji、ルコレラ、マクア、ムボン、モサカ、ンゴコ、オヨ、チカピカ、トコウの10郡からなる。